# Linha 54 do Metro de Amesterdão
A Linha 54 é uma das quatro linhas do metro de Amsterdão, nos Países Baixos. Foi inaugurada em 1977 e circula entre as estações de Centraal Station e Gein. Tem um total de 15 estações.